# Neobrotica inconstans
Neobrotica inconstans là một loài bọ cánh cứng trong họ Chrysomelidae. Loài này được Jacoby miêu tả khoa học năm 1889.